# Fabius Valens
Fabius Valens († 69 in Urbinum) war ein römischer Politiker und Militär im 1. Jahrhundert n. Chr.
Fabius entstammte einer Ritterfamilie aus Anagnia. Als Legat der legio I Germanica in Bonn unterstützte Fabius den Statthalter von Obergermanien, Lucius Verginius Rufus, im Kampf gegen den Rebellen Gaius Iulius Vindex. Nach der Usurpation Galbas gegen Kaiser Nero vereidigte Fabius seine Legion auf den neuen Kaiser Galba. Zusammen mit Cornelius Aquinus, einem Legionslegaten, beseitigte Fabius den Statthalter von Niedergermanien, Fonteius Capito.
Von Galba enttäuscht hetzte Fabius den neuen Statthalter von Niedergermanien, Vitellius, auf, sich auf den Thron erheben zu lassen. Am 2. Januar 69 begrüßte Fabius Vitellius in Köln als Kaiser. Dieser ernannte Fabius und Aulus Caecina Alienus zu Feldherren seiner zwei Heeressäulen, die in Italien einfielen und nach Galbas Ermordung gegen den neuen Kaiser Otho die Schlacht von Bedriacum gewannen.
In Lugdunum wurde Fabius von Vitellius geehrt und zog mit ihm nach Rom. Dort wurde Fabius im Jahr 69 zum Konsul designiert und noch im selben Jahr zum Suffektkonsul ernannt. Auch für den Krieg gegen die Anhänger Vespasians war Fabius Heerführer, er wurde aber auf der Seefahrt nach der Gallia Narbonensis gefangen genommen und in Urbinum hingerichtet.